# Judge Dredd (jeu vidéo, 1986)
Pour les articles homonymes, voir Judge Dredd.
Judge Dredd est un jeu d'action-plates-formes en deux dimensions développé par Beam Software et édité par Melbourne House sur ZX Spectrum et Commodore 64 en 1986. C'est une adaptation du comics Judge Dredd,,,.

## Système de jeu
Judge Dredd est un jeu d'action-plates-formes en deux dimensions,.